# De Cock en moord op melodie
De Cock en de moord op melodie is het eenentwintigste deel van de De Cock-serie.

## Verhaal
In het pension van Mien van Leeuwen aan de Prins Hendrikkade, wordt de 25-jarige Erik Baveling gewurgd gevonden. Hij is van goede komaf, studeerde medicijnen in Amsterdam en is enige tijd verslaafd geweest aan heroïne. Het enige opvallende dat de rechercheurs De Cock en Vledder vinden is een groot model schrijfblok met ruitjespapier. Terwijl de rechercheurs nog bezig zijn, krijgen ze melding van een tweede moord aan de Keizersgracht. Ook daar herkent Vledder het slachtoffer. Eveneens een ex-junk, Jean-Paul Stappert en eveneens gewurgd. Lijkschouwer Dr. Den Koninghe suggereert een tennisspeler met een krachtige hand. Jean-Paul woonde in hetzelfde pension naast Erik Baveling. Mien van Leeuwen valt flauw als De Cock haar vertelt van de tweede moord op een van haar gasten binnen één uur.
In de recherchekamer meldt zich de tweede violist van het Stedelijk Symfonie Orkest, Alex Waardenburg. Laatstgenoemde zegt Jean-Paul Stappert te kunnen identificeren omdat hij hem al een jaar lang bijna dagelijks les gaf als muziekpedagoog. Hij had ook een soort van telepathisch contact met zijn leerling en hij geeft aan dat rond het tijdstip van de moord het contact wegviel. Toen hij poolshoogte ging nemen in het pension vond hij de andere dode jongen.
Ook mevrouw Baveling uit Heemstede bezoekt de recherchekamer aan de Warmoesstraat. Ze beschuldigt haar oudste zoon Ramon ervan zijn jongere broers Erik en Ricky verslaafd te hebben gemaakt aan heroïne. Toen Ricky overleed besloot Erik juist af te kicken en dat was al een jaar lang gelukt. De beide rechercheurs besluiten informatie in te winnen bij Smalle Lowietje. Laatstgenoemde heeft een vaag verhaal dat de drugsmaffia achter de twee moorden zit als vergelding tegen het afkicken. Maar De Cock vindt dat nonsens. De caféhouder kent de twee dode jongens, vooral Jean-Paul, die hij bewonderend Mister Melody noemt. Hij gaf vaak een concertje in zijn etablissement met tot op de juiste hoogte gevulde bierglazen. Hij heeft hem zelfs voorgesteld aan de enigszins louche impresario Willy Haareveld uit Laren. De kamers van de twee vermoorde jongens blijken intussen door twee mannen helemaal overhoop gehaald te zijn. En in de recherchekamer wacht intussen Willy Haareveld. Hij heeft een waarschuwingsschot gekregen en een brief met de eis om van de goddelijke muziek van Mister Melody af te blijven. Want een tweede schot is dodelijk.
De volgende dag wil Vledder Ramon Baveling oppakken. Hij tennist in Heemstede en heeft muziekles bij Alex Waardenburg. Ook de zoon van Alex, Kiliaan Waardenburg meldt zich bij de twee rechercheurs. Hij is pianist in het orkest van zijn vader en wil graag als componist beroemd worden. Hij was min of meer bevriend met Jean-Paul, die hij zeer bewonderde. Onder druk van Vledder geeft Kiliaan toe dat Ramon ook les krijgt bij zijn vader en ook op de bewuste avond van de twee moorden. Maar De Cock vindt het na afloop maar een slecht verhoor. Te weinig open vragen. Dick Vledder vindt Ramon nu DE dader. De Cock laat zich door Dick Vledder naar Utrecht rijden. Hij wil gaan praten met Jaap van Santen en Jan Rouweler, die zo dom waren om in het pension aan de Prins Hendrikkade hun vingerafdrukken achter te laten. Jan vertelt dat Jaap even in het buitenland vertoeft. Zelf ontsnapt hij plotseling aan de twee rechercheurs, waarbij Dick Vledder enige schade oploopt aan zijn maag. Terug in Amsterdam vertelt wachtcommandant brigadier Kusters dat Het Kwartet boven zit. Ramon Baveling is verdwenen.
Commissaris Buitendam, Officier van Justitie Mr. Schaaps en Heer Baveling met advocaat Mr. Van Mechelen zitten dan al klaar voor de aanval. Maar de Cock draait de aanval handig om. Ramon Baveling is verdwenen omdat hij bang is gearresteerd te worden, maar De Cock arresteert geen onschuldige. Waarom dan bang zijn? Vervolgens gaat De Cock naar Handige Henkie. Hij wil hem in zijn rechercheteam opnemen en hij hint op zijn enige dochter Jozefien. Maar Henkie weigert deze keer. Vledder meldt dat bij de begrafenis op Westgaarde Moeder Baveling er zonder familie alleen voor stond.
Dan wordt Mien van Leeuwen 5 dagen na de eerste twee moorden gewurgd gevonden. En Jaap van Santen is in Antwerpen op grond van een gedetailleerde tip opgepakt met drie kilo heroïne. De tipgever is zeer waarschijnlijk Willy Haareveld. Vledder wil wat graag een deal sluiten met Jaap. Praten voor strafvermindering en ook Jaap heeft er wel oren naar. Maar De Cock voelt zich nooit prettig als een misdadiger hem zo aanstuurt. Bij Smalle Lowietje vraagt De Cock om een lijst van stamgasten, die speciaal naar Mister Melody kwamen luisteren. Handige Henkie is van gedachten veranderd, omdat Mien is vermoord, die hij een warm hart toedraagt. In de politiekever rijdt hij mee met rechercheur De Cock naar de Zevenenderdrift te Laren waar ze inbreken in de villa van de impresario. De Cock vindt in een bureau een map van Jean-Paul Stappert met ruitjespapier.
Terwijl het onderzoek al een paar weken vastzit, wordt De Cock bij zijn chef ontboden. Commissaris Buitendam is hersteld van een griepperiode van 2 weken. Advocaat Van Mechelen heeft bericht dat Ramon zich gemeld heeft en in het buitenland verblijft. Hij wil graag terug naar Nederland. De Cock biedt aan hem in het bijzijn van zijn advocaat te verhoren. Alex Waardenburg komt persoonlijk 2 kaarten brengen voor een optreden in het Amsterdamse Concertgebouw van zijn zoon Kiliaan, met eigen composities. De impresario is Willy Haareveld.
De Cock krijgt daadwerkelijk de kans Ramon te verhoren. Maar zijn advocaat richt het zo in dat De Cock op het station van Winterswijk in een geblindeerde limousine moet stappen en zo niet weet in welk land hij is bij het verhoor van Ramon een half uur later. Het enige belangrijke dat hij te weten komt is dat de moeder van Erik en Ricky zijn stiefmoeder is, die zelf aan heroïne is verslaafd geraakt door een vent uit Laren. Terug op de Warmoesstraat geeft De Cock Vledder opdracht nog 13 kaarten te kopen voor een cultureel clubje.
Tijdens de culturele avond aangeboden door vader en zoon Waardenburg in het Concertgebouw, krijgt De Cock steun van de rechercheurs Joop Klaver en Jan Kuijper van zijn bureau Warmoesstraat. De fanclub van Mister Melody bestaat volgens hen uit 4 souteneurs, 3 bejaarde hoeren, één animeermeisje, één heler, één kroegbaas en één balletje-balletje-man. Na de pauze brengt Kiliaan Waardenburg eigen werk ten gehore en dan ontstaat er rumoer en gilt Rooie Meintje: ‘Moordenaar’. In het tumult slaat Alex De Cock neer met zijn viool.
De drie rechercheurs Klaver, Kuijper en Vledder komen bij De Cock op ziekenbezoek en ook een cognacje drinken. Jean Paul had melodieën in zijn hoofd, die hij aan ruitjespapier toevertrouwde en bij Eric bewaarde. Hij nam muzieklessen bij Alex om het notenschrift te leren, zodat hij beter zaken kon doen met Willy Haareveld. Alex en Kiliaan wilde de composities van Mister Melody zichzelf toe-eigenen, zoals ze uiteindelijk na de pauze in het Concertgebouw werden uitgevoerd. Willy Haareveld kreeg een waarschuwingsschot en een dreigbrief. Tijdens een woordenwisseling vermoordde Kiliaan Jean-Paul en bij een opvolgende huiszoeking in het pension Eric. Vader Alex gaat naar het pension om de vingerafdrukken van zijn zoon schoon te poetsen maar werd betrapt door Mien van Leeuwen. Die houdt hem voor de moordenaar en vraagt f10.000. Enkele dagen later vraagt ze nogmaals f50.000 aan Alex en vervolgens vermoordt Kiliaan haar ook.

## Voetnoten
1. ↑  Zie het verhaal De Cock en het dodelijk akkoord